# Айзек Асаре
Айзек Асаре (англ. Isaac Asare, нар. 1 вересня 1974, Кумасі) — ганський футболіст, який грав на позиції правого захисника. Він провів більшу частину своєї кар'єри в Бельгії, де проживає і зараз, отримавши бельгійське громадянство в 2006 році. Також представляв на міжнародному рівні молодіжні команди Гани і п'ять разів зіграв за основну збірну.

## Клубна кар'єра
Асаре почав кар'єру на батьківщині у клубі «Корнерстоунз» і в 1992 році, у віці 18 років, був проданий в бельгійський топ-клуб «Андерлехт». Він прибув в клуб зі своїм співвітчизником Яу Преко, де познайомився з ще одним ганським футболістом, Нії Лемпті. Але на відміну від них, Асаре було важко отримати місце в основі на позиції правого захисника і він грав дуже рідко. За п'ять років в «Андерлехті» він зіграв лише 14 матчів з першою командою. Команда виграла три чемпіонські титули поспіль протягом цього періоду, але він в основному тільки виходив на заміну. Також Асаре з командою виграв Кубок Бельгії (1994) та два бельгійські Суперкубки (1993, 1995).
У 1997 році він покинув клуб і приєднався до «Серкль Брюгге» з Другого дивізіону. Його перший сезон у клубі пройшов досить добре. Асаре був обраний гравцем року за версією вболівальників клубу на традиційному опитуванні «Pop Poll d'Echte». Але в наступному сезоні він грав гірше і втратив своє місце в основі команди. Потім він вирішив відправитися в Грецію і приєднався до «Науси» з Другого дивізіону. Але знову ж таки, він частіше залишався на лавці резервістів і покинув клуб після двох сезонів.
У 2001 році Асаре залишився без клубу. Протягом декількох тижнів, щоб підтримати форму, він грав за голландський аматорський клуб, «Фолксфрінд», а потім перейшов у «Дессел Спорт» з бельгійського Другого дивізіону. Після двох сезонів у клубі він перейшов в команду регіональної ліги, «Лентезон Бірсе». У 2005 році він оголосив про завершення своєї футбольної кар'єри. Через рік, оскільки він довгий час прожив в Бельгії, він зробив запит і отримав бельгійське громадянство.

## Міжнародна кар'єра
Айзек Асаре представляв Гану на міжнародному рівні в складі юнацької, молодіжної і, нарешті, головної збірної, за яку він зіграв п'ять відбіркових матчів на чемпіонат світу з футболу 1994 і 1998 років.
У 17 років він взяв участь у юнацькому чемпіонаті світу 1989 року в Шотландії, де Гана не вийшла з групи; і на турнірі 1991 року в Італії, де він виграв турнір, перемігши у фіналі Іспанію.
У наступному році він брав участь в Олімпіаді в Барселоні. Гана вилетіла в півфіналі, програвши Іспанії, а потім завоювала бронзову медаль, обігравши Австралію. Асаре забив єдиний гол у матчі за третє місце.
У 1993 році він увійшов до складу збірної Гани до 20 років для кваліфікації на чемпіонат світу в цій категорії. Асаре забив гол у чвертьфіналі у ворота Росії. Гані вдалося дійти до фіналу турніру, де його команда програла Бразилії.
У національній збірній Гани Асаре дебютував в 1992 році. У тому ж році він завоював срібну медаль на Кубку африканських націй 1992 року в Сенегалі. На цьому турнірі він грав у трьох матчах: чвертьфіналі з Конго (2:1), півфіналі з Нігерією (2:1) та фіналі з Кот-д'Івуаром (0:0, пен. 10:11).
У 1996 році Асаре зіграв у другому для себе континентальному чемпіонаті — Кубку африканських націй 1996 року, де провів 5 матчів: проти Кот-д'Івуару (2:0), Тунісу (2:1), Мозамбіку (2:0), півфінал з ПАР (0:3) та матч за третє місце проти Замбії (0:1). Загалом з 1992 по 1998 рік він зіграв 27 матчів у збірній і забив 1 гол.

## Досягнення

### Клубні
- Чемпіон Бельгії: 1992/93, 1993/94, 1994/95
- Володар Кубка Бельгії: 1993/94
- Володар Суперкубка Бельгії: 1993, 1995

### Збірна
- Чемпіон світу (U-17): 1991
- Срібний призер Кубка африканських націй: 1992
- Чемпіон Африки (U-21): 1993
- Срібний призер молодіжного чемпіонату світу з футболу: 1993
- Бронзовий олімпійський призер: 1992